# Dynamika (elektroakustyka)
Dynamika sygnału – różnica (w decybelach) między najmniejszym a największym poziomem sygnału. W odniesieniu do muzyki: jeżeli muzyka jest raz bardzo cicha, a raz bardzo głośna, wtedy jej dynamika jest duża.

## Przykład
Dynamika zapisu bardzo dobrej płyty gramofonowej lub taśmy magnetofonowej wynosi ok. 60 dB. Aby dźwięki najcichsze były dobrze rozróżniane od tła akustycznego, trzeba zapewnić 10 dB zapasu dynamiki. Tak więc np. w pokoju mieszkalnym, gdzie poziom tła akustycznego nie powinien przekraczać 40 dB, minimalny poziom natężenia dźwięku sygnału użytecznego powinien wynieść ok. 50 dB. W takim wypadku poziom dźwięków najgłośniejszych będzie wynosić ok. 110 dB.

## Typowe nieporozumienie
Czasami można usłyszeć określenie, że muzyka jest dynamiczna, przez co rozumie się, że zespół gra cały czas bardzo głośno. Jednak, z punktu widzenia dynamiki, taki zespół gra z bardzo małą dynamiką, ponieważ różnica pomiędzy najcichszym a najgłośniejszym miejscem wykonywanych utworów jest mała lub nie ma jej wcale.